# ویتالی کانوسکی
ویتالی کانوسکی (انگلیسی: Vitali Kanevsky؛ زادهٔ ۴ سپتامبر ۱۹۳۵) کارگردان، و فیلم‌نامه‌نویس اهل اتحاد جماهیر سوسیالیستی شوروی است. بایست، بمیر و زنده شو از ساخته‌های اوست که جایزهٔ دوربین طلایی جشنواره فیلم کن را از آن خود کرد.